# Щастливият принц и други истории
„Щастливият принц и други приказки“ (на английски: The Happy Prince and Other Tales), понякога наричана и „Щастливият принц и други истории“, е колекция от приказки за деца на Оскар Уайлд от 1888 г.
Тя е известна с приказката „Щастливият принц“ – кратката история на метална статуя, която се сприятелява с прелетна птица. Заедно двамата носят щастие на други, както в живота, така и в смъртта.
Приказките, включени в колекцията, са:
- Щастливият принц
- Славеят и розата
- Себелюбивият великан
- Преданият приятел
- Забележителната ракета

Приказките разкриват възхищението от екзотичното, чувственото и мъжката красота.